# Calositticus floricola
Calositticus floricola es una especie de araña saltarina (Salticidae) presente en el paleártico. 

## Características
Mide entre 4 y 4,5 milímetros. Las hembras son de tono marrón rojizo oscuro.
Hasta el año 2017 se la consideraba parte del género Sitticus.

## Hábitat y ecología
Vive en el campo, turberas, pantanos y ciénagas, en plantas como la Eriophorum vaginatum o similares, en donde a veces tejen sus capullos. En Gran Bretaña se las puede encontrar de marzo a septiembre.